# Intermarket Bank
Die Intermarket Bank ist eine österreichische Spezialbank für Factoring. Sie besteht seit 1971 und hat ihre Zentrale in Wien. Das Unternehmen ist eine Tochtergesellschaft der Erste Group. In Österreich hat sie einen Marktanteil von rund 37 %.

## Geschichte
Die Intermarket Bank wurde im Jahre 1971 als österreichisches Unternehmen als Factoring-Bank gegründet. Seit Jahresmitte 2011 gehörte das Spezialinstitut der Erste Bank. Mit Jänner 2017 übernahm die Holding Erste Group die Anteile und gliederte sie als Tochtergesellschaft ein.

## Unternehmensstruktur
Das Unternehmen hat in Österreich einen Marktanteil von 36,82 % und beschäftigt 83 Angestellte. 2023 belief sich die Bilanzsumme auf 1,326 Mrd. EUR, das abgewickelte Forderungsvolumen betrug circa 13,43 Mrd. EUR. 

## Aktionäre
- 93,63 % Erste Group Bank AG, Wien
- 4,37 % Die Kärntner Trust-Vermögensverwaltungsgesellschaft m.b.H. & Co KG; Klagenfurt
- 3,00 % NÖ-Sparkassen Beteiligungsgesellschaft m.b.H.; Wien